# Ash Lake (Wellington)
Ash Lake är en sjö i Kanada.   Den ligger i provinsen Nova Scotia, i den östra delen av landet, 900 km öster om huvudstaden Ottawa. Ash Lake ligger 73 meter över havet. 
I omgivningarna runt Ash Lake växer i huvudsak blandskog. Runt Ash Lake är det ganska glesbefolkat, med 27 invånare per kvadratkilometer.